# Список диверсий и терактов, совершённых в Харьковской области в 2014—2015 годах
Список включает неполный перечень диверсий и терактов, совершённых в Харьковской области после Евромайдана за период с июня 2014 года по апрель 2015 года. Погибло не менее 4 и ранены не менее 37 человек. Акции были направлены преимущественно против объектов промышленно-транспортной инфраструктуры и объектов, связанных с украинской армией, а также активистов движения за единство Украины. Данные действия часто рассматривались как составная часть гибридной войны, которую Россия, по заявлениям украинских властей, ведёт против Украины.
| Дата              | Место                                                     | Акция | Пострадавшие           |
| ----------------- | --------------------------------------------------------- | --- | ---------------------- |
| 29 июня 2014      | Чугуевский район, неподалёку от села Зелёный Колодезь     | Взорван железнодорожный мост. Происшествие квалифицировано украинскими правоохранителями как теракт. | нет                    |
| 7 июля 2014       | На пути между станциями Змиёв и Занки                     | Неизвестные совершили обстрел товарного поезда из гранатомёта. В результате совершённого выстрела была практически полностью уничтожена пустая цистерна. По факту происшествия возбуждено дело по статье «теракт». | нет                    |
| 29 июля 2014      | Барвенковский район, село Грушеваха                       | Неизвестные пытались взорвать бетонный мост через реку Северский Донец. Благодаря непрофессионально заложенному взрывному устройству серьёзных повреждений конструкция не получила. | нет                    |
| 3 августа 2014    | Завод имени Малышева                                      | Примерно в час ночи на территории Харьковского бронетанкового завода, который занимается ремонтом техники для Вооружённых сил Украины и спасателей, произошёл взрыв. Впоследствии прокуратура заявила, что речь идёт о выстреле из малогабаритного реактивного огнемёта МРО-А российского производства. В результате инцидента были выбиты окна на этаже. По факту происшествия возбуждено дело по статье «теракт». | нет                    |
| 4 августа 2014    | Орджоникидзевский район (Харьков)                         | Около 4 часов утра был обстрелян военкомат Орджоникидзевского и Фрунзевского районов города Харькова. Выстрел, предположительно, был произведён из гранатомёта «Муха». Снаряд попал в фасадную часть здания между первым и вторым этажом. Повреждена стена, выбиты стёкла в четырёх окнах, в некоторых местах обвалилась штукатурка. Прокуратура открыла уголовное производство по ст. 258 УК Украины (террористический акт). | нет                    |
| 23 августа 2014   | Змиевский район, неподалеку от станции Занки              | На железной дороге в районе станции Занки ранним утром произошёл взрыв. Были повреждены рельсы на участке длиной около метра. В момент ЧП по перегону проходил пассажирский электропоезд, который успел остановиться перед повреждённым участком пути, благодаря чему никто не пострадал. МВД квалифицировало данный взрыв как теракт. | нет                    |
| 7 сентября 2014   | Червонозаводский район Харькова, станция Основа           | В Харькове на железнодорожной станции «Основа» была взорвана опора высоковольтной линии электропередачи. Согласно сообщениям пресс-службы «Украинских железных дорог», во время утреннего обхода и осмотра Безлюдовского парка станции электриками были обнаружены четыре взрывных устройства на металлической опоре на высоте 2 метров. Два из них сработали, повредив несущие конструкции. В результате взрыва никто не пострадал, задержек в движении поездов не было. | нет                    |
| 8 сентября 2014   | Орджоникидзевский район (Харьков)                         | В этом день был совершен ещё один обстрел военкомата Орджоникидзевского и Фрунзевского районов города Харькова. Около 4 часов утра неизвестные выстрелили по зданию из ручного гранатомета «Муха». В здании были выбиты окна, внутри помещений осыпалась штукатурка. Никто из военных и гражданских работников военкомата не пострадал. Прокуратура Харьковской области квалифицировала обстрел военкоматов как теракт. | нет                    |
| 12 сентября 2014  | Червонозаводский район Харькова, станция Основа           | В Харькове на железнодорожной станции «Основа» был подорван тепловоз и четыре цистерны с реактивным топливом, входившие в состав товарного поезда. Из-за взрыва возник сильный пожар, пламя которого, по словам очевидцев, достигало высоты двухэтажного дома. Облуправление СБУ открыло уголовное производство по статье «диверсия». | нет                    |
| 17 сентября 2014  | Трасса Харьков-Чугуев                                     | Неизвестные открыли огонь из автомата по проверяющим на блокпосту, который расположен на трассе в сторону Чугуева. Один из бойцов получил ранение и был отправлен в госпиталь. Возбуждено уголовное дело по ст. 115 УКУ «покушение на убийство». | 1 раненый              |
| 17 сентября 2014  | Лозовая                                                   | Около двух часов ночи на территории военкомата в Лозовой прозвучало два взрыва. По словам Харьковской обладминистрации, вероятными причинами взрыва стали две ручные гранаты. | нет                    |
| 26 сентября 2014. | Коминтерновский район (Харьков)                           | Около 2:30 ночи произошёл взрыв на первом этаже девятиэтажного здания. Согласно сообщению пресс-службы ГУ МВД в Харьковской области, в сторону дома был совершен выстрел из гранатомёта. В результате пострадал офис местного адвоката, известного своей волонтёрской деятельностью. В помещении был поврежден оконный проём, разбиты стёкла в четырёх окнах, а также пострадал автомобиль владельца офиса. Накануне волонтер получал звонки с претензиями, что помогает карателям, и он выразил уверенность что случившиеся — месть за помощь участникам АТО. В офисе находился склад волонтеров, которые закупали и передавали военным амуницию. По данному факту стрельбы было возбуждено уголовное производство по ст. 258 УК Украины (террористический акт). | нет                    |
| 20 октября 2014   | Орджоникидзевский район                                   | Как сообщили в прокуратуре, неизвестный совершил 2 выстрела из РПГ по складам с горюче-смазочными материалами на территории военной части, находящийся на проспекте Фрунзе. По информации местных жителей, в воинской части было много цистерн с горючим. Но гранаты выпущенные из РПГ не разорвались. Никто не пострадал, возгорания и разрушения строений не произошло. Расследование проводится Управления СБУ в Харьковской области по ч. 1 ст. 258 УК Украины (террористический акт). В то же время в антимайдановских группах в социальных сетях утверждали, что «работали партизаны». | нет                    |
| 9 ноября 2014     | Дзержинский район (Харьков)                               | Поздним вечером в рок-пабе «Стена» на Рымарской улице произошёл взрыв, в результате которого было ранено 11 человек, 2 из которых пребывали в тяжёлом состоянии. Данное заведение пользовалось популярностью среди украинских военных, которые возвращались из зоны боевых действий, а также активно занималось сбором помощи для участников АТО, беженцев и детей-сирот. Первоначально существовало две версии причин взрыва: утечка газа и использование взрывного устройства. Однако найденные на месте остатки взрывного устройства дали основание говорить, что это была «средняя» прилипающая мина. В результате прокуратурой было возбуждено уголовное дело по статье 258 УКУ «террористический акт с тяжкими последствиями». По подозрению в организации взрыва разоблачена группа, одна из составных частей так называемых «Харьковских партизан». По данным прокуратуры, большинство причастных к теракту задержано. Этот взрыв на улице занял особое место в череде терактов из-за того, что впервые подобное преступление был проведён в оживлённом общественном месте. | 11 ранено              |
| 2 декабря 2014    | Посёлок Жуковского                                        | Около 2.30 ночи возле ворот части 3017 Национальной гвардии Украины прозвучал мощный взрыв. В результате взрыва были повреждены металлические ворота, на месте инцидента были обнаружены остатки взрывного устройства. Прокуратура возбудила уголовное дело по ч. 2 ст. 194(умышленное уничтожение или повреждение имущества). | нет                    |
| 9 декабря         | Киевский район (Харьков)                                  | В Молодёжном парке Харькова был взорван памятный крест воинам Украинской повстанческой армии. Милиция открыла дело об умышленном уничтожении имущества. Это была не первая попытка уничтожить памятник. 20 декабря 2006 года знак был снесен членами Евразийского союза молодёжи, однако вскоре восстановлен. Представители левых политических сил требовали от властей Харькова снести памятник. 26 апреля 2013 года была похищена часть памятника — массивный гранитный камень. 6 февраля 2014 года крест был похищен неизвестными, но потом вновь восстановлен. Памятный знак был установлен Народным Рухом Украины в 1992 году с разрешения Харьковского горсовета. | нет                    |
| 24 декабря 2014   | Дзержинский район (Харьков)                               | Ночью прогремел взрыв в мебельном ателье «Ажур» на Рымарской улице. Происшествие квалифицировано как умышленное повреждение имущества путём взрыва. Народный депутат Украины, советник главы МВД Антон Геращенко заявил, что одна из версий подрыва — волонтерская деятельность хозяев магазина. В частности, они занимались ремонтом автомобилей, которые отправлялись в зону АТО. Кроме этого, владелец магазина связал происшедшее с конфликтом активистов с мером Харькова Геннадием Кернесом. | нет                    |
| 19 января 2015    | Московский район (Харьков)                                | Вечером произошёл взрыв возле здания Московского районного суда, в результате которого пострадали 14 человек, 4 из которых оказались в тяжелом состоянии. Перед взрывом в суде закончилось заседание по делу проукраинского активиста, участника АТО, которого обвинили в незаконном хранении оружия. На судебном заседании по этому делу присутствовали активисты «Правого сектора», которые поддерживали подсудимого. По словам исполняющего обязанности прокурора области Артема Степанова, среди пострадавших работников суда не было, все раненые были активистами украинских националистических сил. | 14 человек ранено      |
| 9 февраля 2015    | Павлово Поле                                              | В ночь с 8 на 9 февраля в бизнес-центре по улице Откара Яроша произошёл взрыв в нотариальной конторе. Над пострадавшим помещением находился офис волонтерской организации, которая занималась помощью переселенцам и бойцам ВСУ, в связи с чем волонтеры предположили что террористы покушались на их офис. Пострадавших в результате взрыва не было. По факту инцидента прокуратурой Украины было возбуждено уголовное дело по статье 258 УК Украины «Покушение на теракт». | нет                    |
| 20 февраля 2015   | Чугуевский район, неподалеку села Зелёный Колодезь        | Неизвестные взорвали трансформатор на железной дороге. Повреждены два радиатора системы охлаждения электроподстанции. Никто не пострадал. На движение поездов это также не повлияло. Правоохранители открыли дело по статье «Умышленное повреждение имущества». | нет                    |
| 22 февраля 2015   | Проспект Маршала Жукова (Харьков)                         | Этот взрыв был совершён во время шествия в память о Евромайдане и погибших в ходе его столкновений в феврале 2014 года активистах. Взрывное устройство сработало у Харьковского Дворца спорта, когда активисты выстроились колонной, чтобы идти в направлении площади Свободы. В результате взрыва два человека погибли на месте взрыва и два человека скончались от полученных травм в больнице, 9 человек получили ранения. По данному факту было начато уголовное производство по статье 258 Уголовного кодекса Украины (террористический акт). Данный взрыв на проспекте Маршала Жукова стал первым в истории города терактом, в результате которого погибли люди. | 4 погибших, 9 раненых. |
| 6 марта 2015      | Московский район (Харьков)                                | В этот день в Харькове взорвалось два автомобиля. Первый автомобиль принадлежал командиру специального батальона патрульной службы милиции «Слобожанщина» Андрею Янголенко. В результате взрыва пострадали двое человек — комбат Андрей Янголенко, получивший повреждения средней тяжести и его супруга, которую госпитализировали в тяжелом состоянии. Как сообщил представитель харьковской областной прокуратуры, взрыв микроавтобуса вызвала мина СПМ, заложенная под автомобиль. Так же на месте происшествия была обнаружена ещё одна, неразорвавшаяся мина. Взрыв второго автомобиля не был терактом. Машина загорелась в результате неисправной проводки. | 2 человека ранено      |
| 7 апреля 2015     | Дзержинский район (Харьков)                               | На проспекте Правды у основания стелы с флагом Украины произошёл взрыв, в результате которого часть монумента была повреждена. По подозрению в организации данного подрыва была задержана гражданка РФ под псевдонимом «Тереза», ранее активно участвовавшая в пророссийских выступлениях в городе. По сообщениям СБУ, у неё на квартире нашли самодельную бомбу, военное снаряжение и антиукраинскую символику. Прокуратура квалифицировала происшедшее как теракт. | нет                    |
| 7 апреля 2015     | железнодорожный перегон Жихарь-Змиев, Харьковская область | Ещё один теракт 7 апреля произошёл на железной дороге в Харьковской области во время следования грузового поезда на железнодорожном перегоне Жихарь-Змиев. В результате взрыва было повреждено 0,6 м колеи. Локомотив поезда так же получил незначительные повреждения, пострадавших не было. | нет                    |

## Смотрите также
- Список диверсий и терактов, совершённых в Одесской области в 2014—2015 годах